# Марина Пендеш
Марина Пендеш (Травник, 20 серпня 1964) — політикиня з Боснії та Герцеговини, міністерка оборони Боснії та Герцеговини, нині делегат до Палати народів Парламентської асамблеї Боснії та Герцеговини та член Президента ХДС БіГ за посадою, як голова Спілки жінок ХДС БіГ Королеви Катаріни Мауер.

## Життєпис
Марина Пендеш народилася 20 серпня 1964 року в Травнику, округ Центральна Боснія. Вона закінчила початкову школу «Біла» в селі Білі у Вітеш у 1979 році, після чого вступив до середньої школи в Травнику, яку закінчила у 1983 році. Вищу освіту здобула в Загребі на військово-технічному факультеті, де в 1988 році здобула ступінь інженера з електроніки. Перший досвід роботи отримав у Технічному ремонтному інституті в Травнику як незалежний конструктор. У 1990-х роках, коли Югославія розпалася і Боснія і Герцеговина була захоплена, вона добровільно приєдналася до Хорватської ради оборони, де служила офіцером і командиром радіоелектронних операцій військового району Вітез. Після закінчення військових дій і встановлення миру на території Центральної Боснії вона стала керівником відділу в Телекомунікаційному центрі Središnja Bosna Hrvatske telekomunikacije dd Мостар. У 2003 році парламент Центрально-Боснійської округи призначив її, за пропозицією HDZ BiH, міністеркою просторового планування, реконструкції та повернення Центрально-Боснійської округи, але вона пробула там лише один рік. Уже в 2004 році вона стала заступницею міністра оборони БіГ і залишалася там до 2015 року, роблячи помітний і постійний внесок у реформу системи оборони в БіГ, у створення Збройних сил БіГ. Була заступницею міністра оборони з питань управління ресурсами протягом двох термінів (2004—2007 та 2007—2012), а один термін — заступником з питань політики та планування (2012—2015). 1 квітня 2015 року Палата представників затвердила Марину Пендеш на посаді міністра оборони, зробивши її першою посадовою особою хорватської національності, яка очолить цю посаду. Її повноваження будуть зафіксовані після ухвалення документа «Огляд оборони» та реєстрації перспективних військових активів, що було однією з умов активації Плану дій щодо членства в НАТО. Нарешті, під час її мандата партнери з НАТО вирішили запросити БіГ подати першу Річну національну програму, яка активує План дій щодо членства в НАТО. Після загальних виборів 2018 року Палата народів Федерації Боснії і Герцеговини призначила Пендеш делегаткою до Палати народів Парламентської асамблеї Боснії і Герцеговини від хорватського народу. Пендеш активно розмовляє хорватською, боснійською, англійською та німецькою мовами, з 2009 року є носієм герба муніципалітету Вітез і нагороди Угорської Республіки «За національну оборону» першого ордена.